# Frederick Colberg
Frederick William "Fred" Kolberg (13 de novembre de 1900 - Portland, Oregon, 21 de maig de 1965) va ser un boxejador estatunidenc que va competir en els anys posteriors a la Primera Guerra Mundial.
El 1920 va prendre part en els Jocs Olímpics d'Anvers, on guanyà la medalla de bronze de la categoria del pes wèlter, del programa de boxa.